# Xavier
Xavier är ett namn av baskiskt ursprung som också kan användas som efternamn.

## Kända personer med namnet Xavier

### Efternamn
- Abel Xavier, fotbollsspelare
- Frans Xavier, helgon

### Förnamn

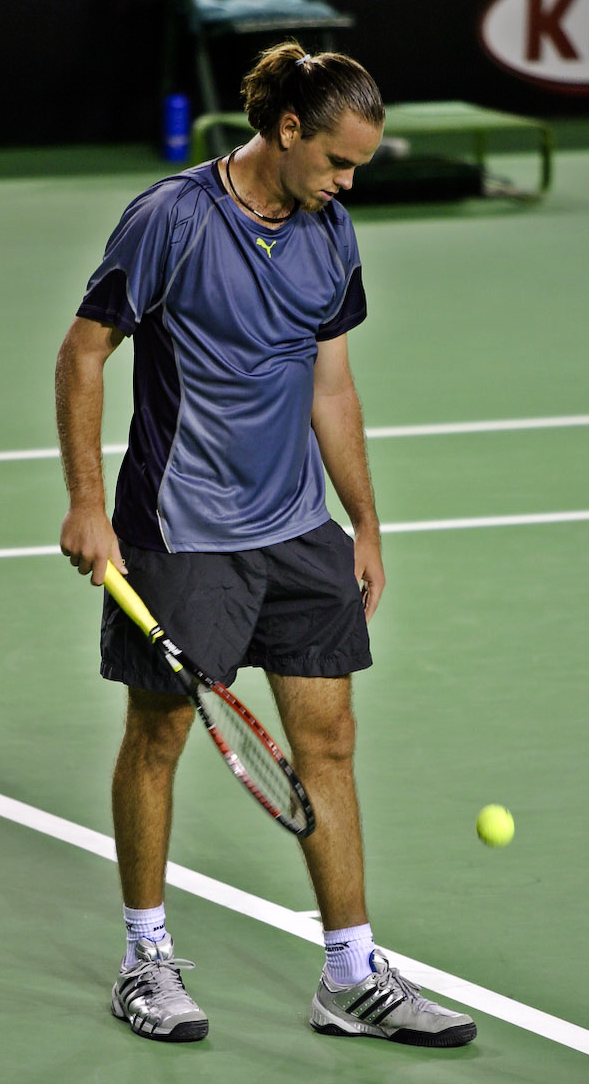
Xavier Malisse

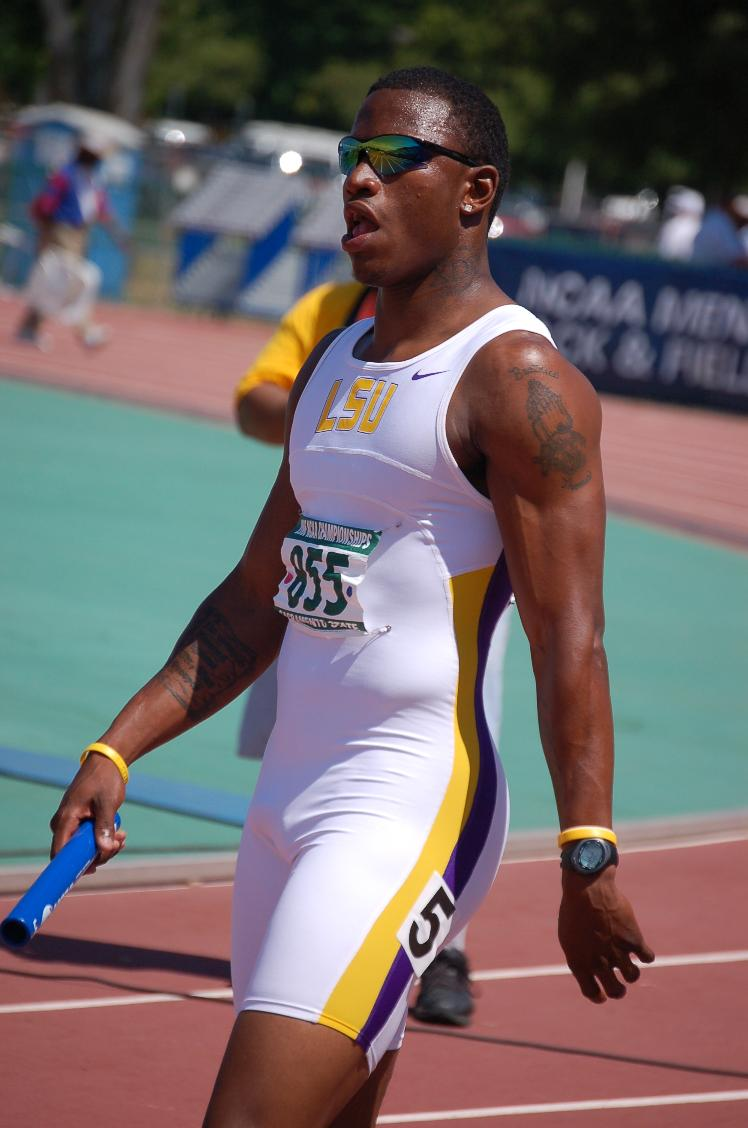
Xavier Carter

- Xavier Becerra, amerikansk politiker
- Xavier Carter, amerikansk friidrottare
- Xavier Cugat, katalansk artist
- Xavier Dolan, kanadensisk filmregissör
- Xavier Florencio, spansk cyklist
- Xavier Malisse, belgisk tennisspelare
- Xavier Naidoo, tysk singer/songwriter
- Xavier Rudd, australisk musiker